# Porte coulissante

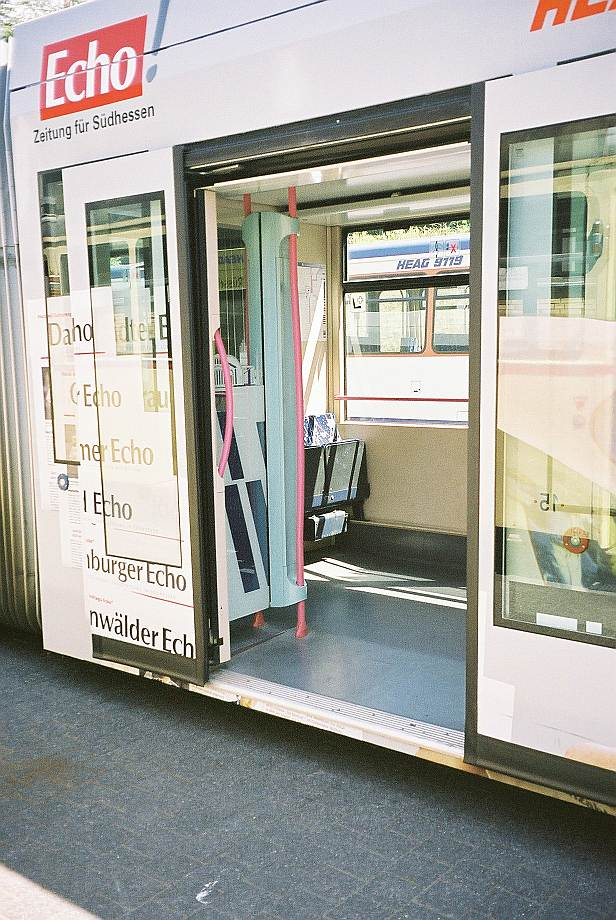
Portes coulissantes d'un tram.

Une porte coulissante est un panneau de bois ou autre, appelé vantail, qui se déplace le long d'un rail. Elle peut être composée d'un ou plusieurs rails et vantaux coulissants dans une direction identique ou opposée. La longueur du rail est généralement égale au double de leurs largeurs additionnées. Le mouvement est assuré par des chariots à roulettes fixés sur le panneau et qui sont stoppés par des butées de fin de course. Ce type de porte n'utilise donc pas de charnières. Comme il ne pivote pas, on ne perd pas d'espace pour permettre au panneau de s'ouvrir. La porte coulissante non motorisée est interdite en issue de secours dans les établissements recevant du public.
On distingue trois types de fixation de porte coulissante : les rails en applique, les rails intégrés et les châssis à galandage.

## Origine

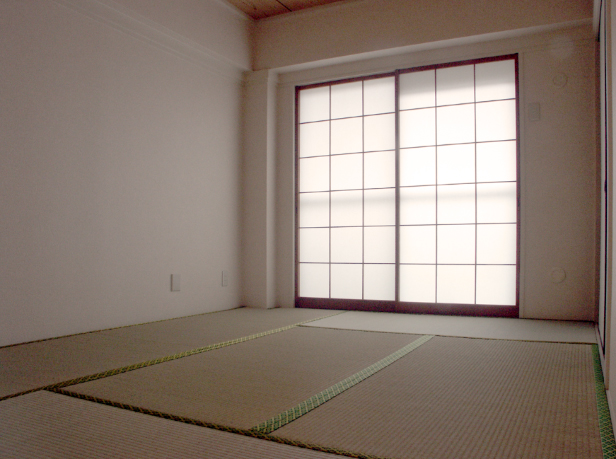
Portes coulissantes traditionnelles japonaises.

Les portes coulissantes ont été utilisées dès le Ier siècle de notre ère dans les maisons romaines, comme en témoignent les découvertes archéologiques de Pompéi, en Italie. La plupart des produits actuellement commercialisés sont fabriqués par des industriels italiens comme Scrigno SpA ou Eclisse Srl.

## Rail en applique
Il s'agit d'un rail en métal fixé sur une face de cloison. Le rail et les vantaux restent donc constamment visibles sur cette face.

## Rail intégré
Le rail du haut est intégré dans la cloison afin de le cacher. Il est souvent accompagné d'un autre rail intégré dans le sol. Certains vantaux peuvent être fixes et d'autres mobiles. Cette configuration est utilisée pour les portes de placard et de séparation de pièce.

## Châssis à galandage
Le châssis à galandage est une structure métallique incorporée dans la cloison permettant au panneau de disparaître lors de l'ouverture de la porte. Il contient également un ou plusieurs rails et toujours un guide au sol. La porte coulissante à galandage peut être équipée ou non d'un chambranle (aussi appelé habillage).

## Variantes

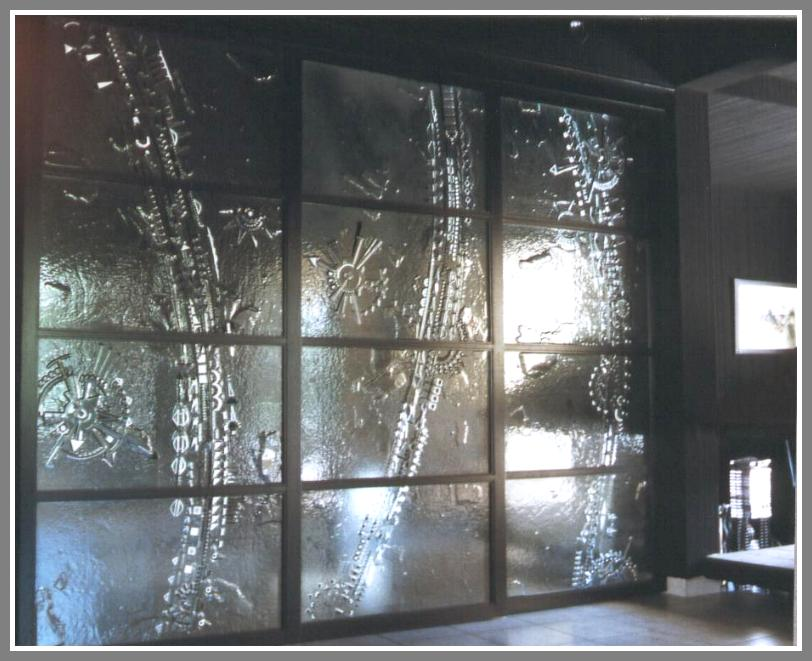
Porte coulissante à trois vantaux.

- La porte intérieure : s'escamote dans une cloison, utile dans les espaces exigus où une porte battante serait peu pratique.
- La porte de douche coulissante : comporte des chevauchements et se ferme dans une rainure pour empêcher les éclaboussures.
- La porte de garage : type de porte coulissante sectionnelle, mais qui glisse dans des rails verticaux (encadrement) et horizontaux (au plafond) reliés par une courte section courbe. Nécessairement constituée de plusieurs panneaux, reliés par les pentures, dont l'articulation permet aux panneaux de suivre la trajectoire imposée par les rails. Le glissement se fait par des roulettes, se déplaçant dans la gorge du rail. Ouverte, la porte est entièrement escamotée le long du plafond. Un système de ressorts aide l'utilisateur à soulever le poids de la porte pour l'ouvrir, mais ces portes sont très souvent motorisées.
- Une porte coulissante carrossée : généralement utilisée pour des portes latérales de voitures, camionnettes ou minibus, des trams ou des trains.

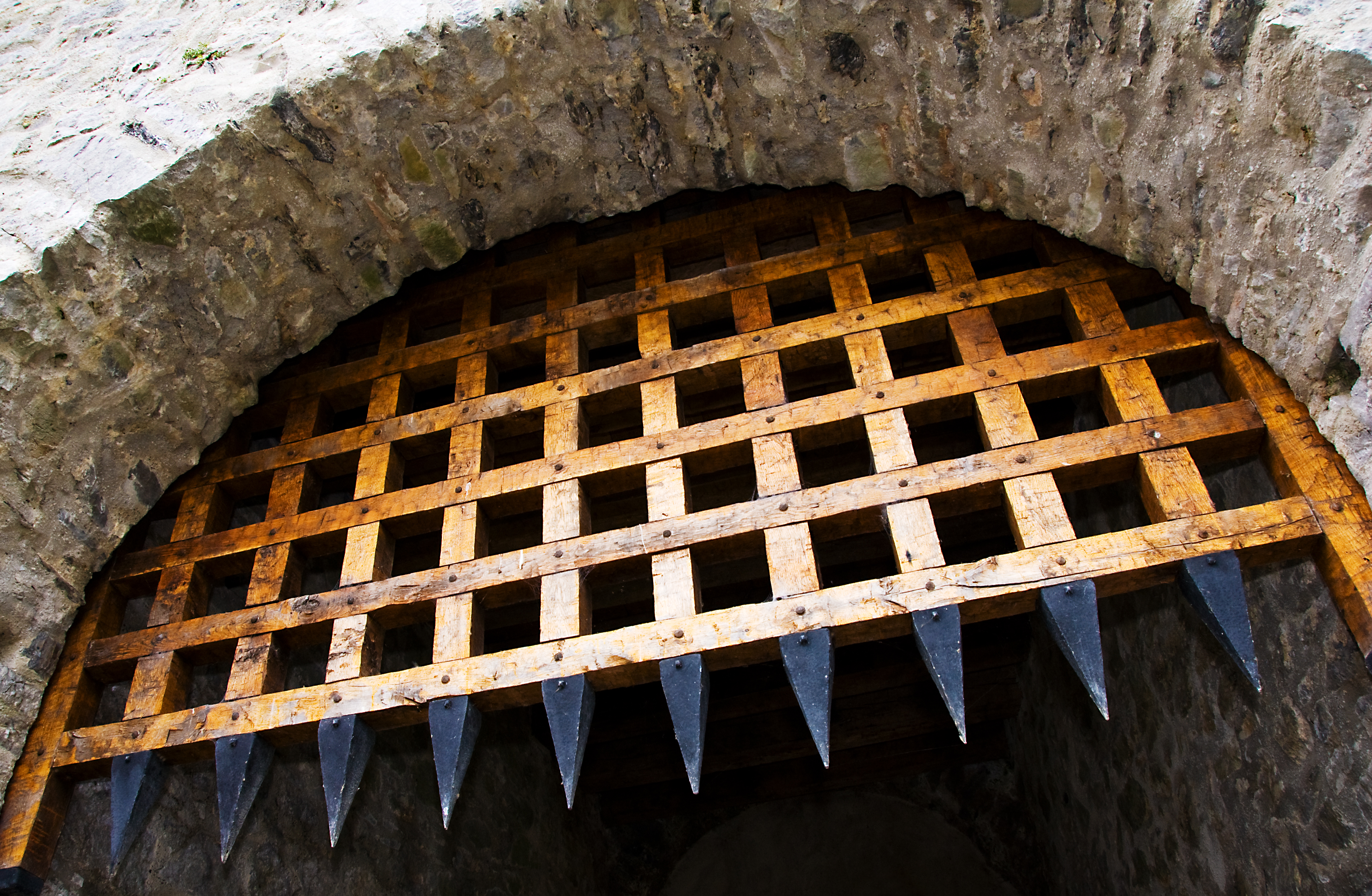
Porte-coulissante médiévale.